# Slakkenlever

2: de hepatopancreas in de slak

Slakkenlever is een delicatesse gemaakt van de hepatopancreas, de leverkrul van de huisjesslak. Slakkenlever is gewoonlijk van de segrijnslak en de smaak ervan wordt beschreven als fijn en nootachtig.

## Geschiedenis
Snailex plus, een bedrijf van het Tsjechisch slakkenkwekersechtpaar Miroslav Soucek, in Brno, regio Moravië, was de eerste die gemarineerde slakkenlevertjes van de grote segrijnslak als specialiteit op de markt bracht. Het won hiervoor in 1995 op de Foire internationale et gastronomique de Dijon de eerste prijs voor originaliteit en innovatie. Klanten zouden van hun pad wijken om bij Snailex deze nieuwigheid te proberen. Zelfs Prins Charles zou langs geweest zijn om te proeven.
Sindsdien heeft de productie van slakkenlever als exclusief product zich verspreid en is slakkenlever van diverse kwekers wereldwijd in escargotwinkels te vinden.

## Bereiding en gerechten
Voor de bereiding van slakkenlever worden de eerste stappen van de bereiding van escargot gevolgd: de slakken vasten een paar dagen, worden gewassen, en daarna kort gekookt. Het beetgare vlees wordt met zorg uit het huisje gehaald, waarna de hepatopancreas van het vlees gescheiden wordt. Deze lever kan direct geconsumeerd worden of in gerechten verwerkt worden. Maar het kan ook gemarineerd worden en in marinade of op bouillon opgeslagen worden voor toekomstig gebruik.
Slakkenlever kan als fijn ingrediënt in diverse gerechten verwerkt worden:
- Beboterde toast met gemarineerde slakkenlever, peper en fleur de sel. Dit heeft een fijne en delicate smaak.[4]
- Garnituur bij vis.
- Garnituur in mix van gekookte eiwit en kruiden.
- Vulling in een witte omelet.[2]